# Almspitz
Almspitz är en bergstopp i Österrike. Den ligger i distriktet Liezen och förbundslandet Steiermark, i den centrala delen av landet. Toppen på Almspitz är 2 188 meter över havet.
Den högsta punkten i närheten är Hochheide, 2 363 meter över havet, 1,4 kilometer väster om Almspitz. Närmaste större samhälle är Trieben, 5,3 kilometer öster om Almspitz.
I omgivningarna runt Almspitz växer i huvudsak alpin tundra samt i lägre områden barrskog.